# پیتر لئونه
پیتر لئونه (انگلیسی: Peter Leone؛ زادهٔ august ۱, ۱۹۶۰ (۶۴ سال)) ورزشکار مسابقه اسب‌دوانی اهل ایالات متحده آمریکا است.
وی در مسابقات کشوری و بین‌المللی در مجموع برندهٔ ۱ مدال نقره شده‌است.